# 神河ソーラー発電所
神河ソーラー発電所（かみかわそーらーはつでんしょ）は、兵庫県神崎郡神河町比延の太陽光発電所である。
2012年12月25日に開所し、2013年には太陽電池パネルの増設も行われた。4500m2の敷地に、1680枚の太陽電池パネルが設置されており、400kwの出力が可能である。JR西日本の播但線の電化区間が終わる寺前駅の少し南にあって、また播但線のすぐ西側の線路脇にあるため、昼間なら太陽電池パネルの一部は列車の車窓からも容易に見ることができる。日本の規模の大きな太陽光発電所は、国土が山がちであることも手伝って比較的広い土地を確保しやすい海岸部や平野部に設置される例が多い中で、神河ソーラー発電所は山間部に設置されており、この場所の標高は140mを超えている。発電所の運営者によれば2011年に発生した東日本大震災後の電力危機をきっかけに建設を決めたとのこと。